# Stabkirche Reinli

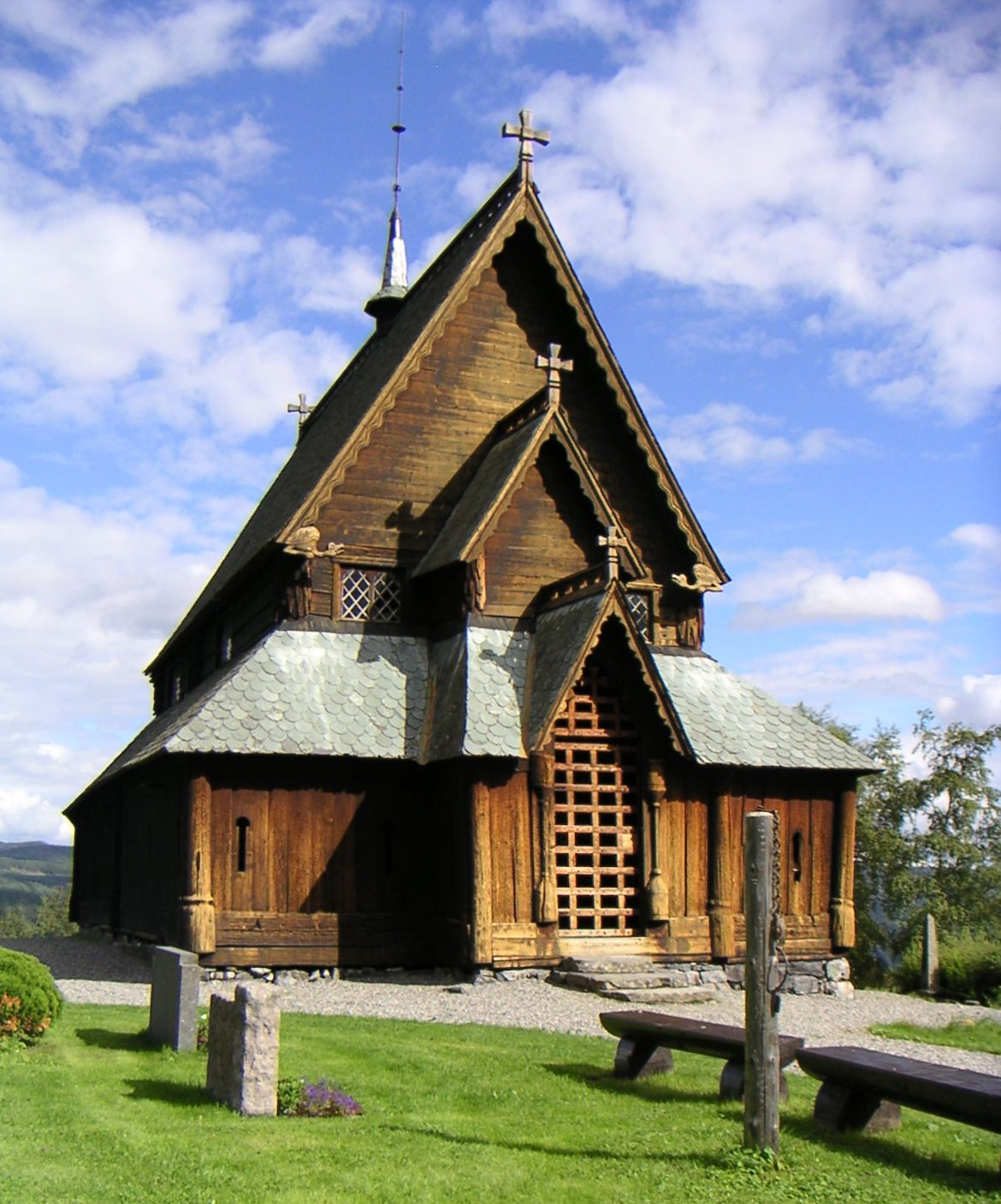
Stabkirche Reinli im Sommer

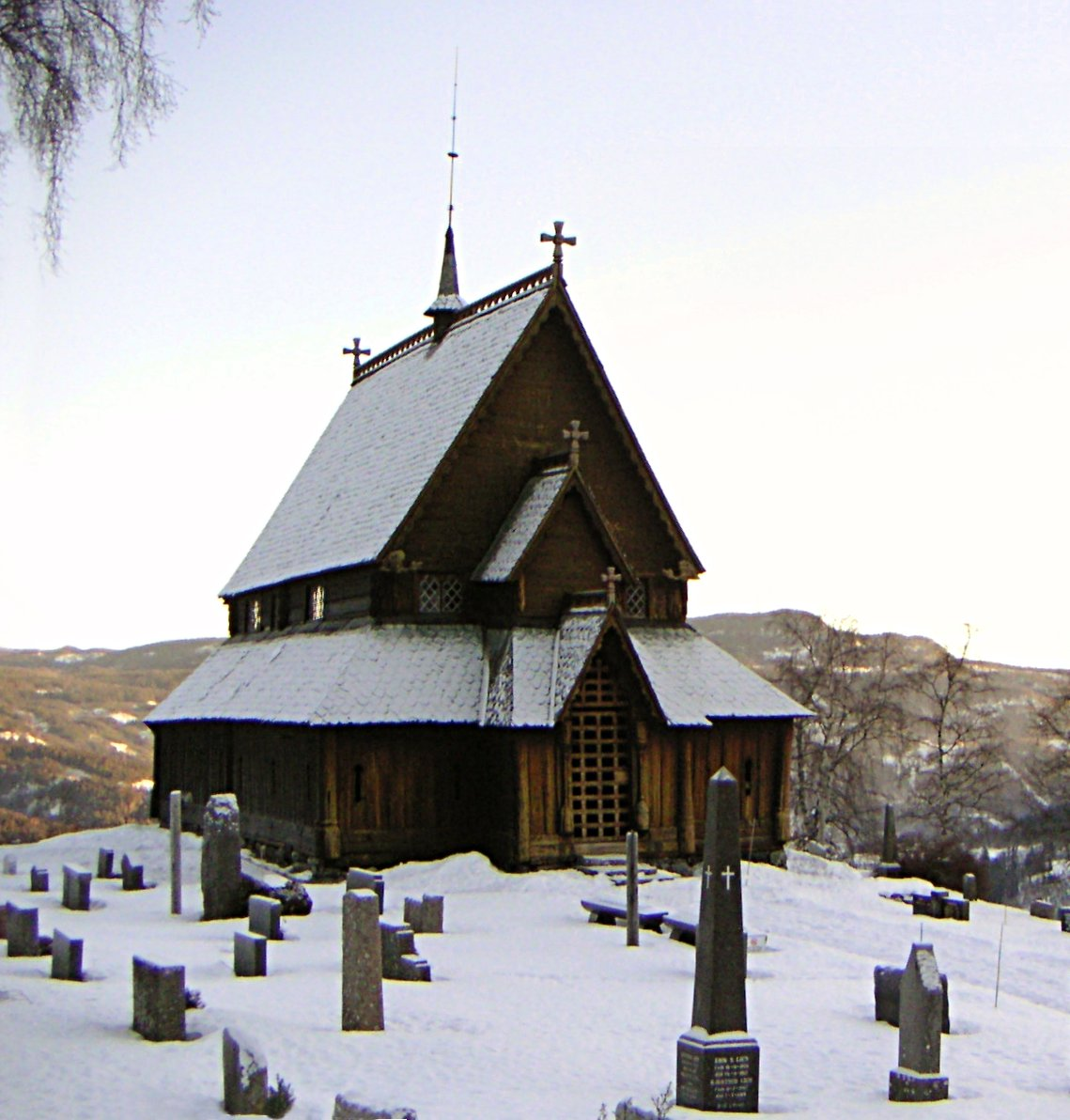
Stabkirche Reinli im Winter

Die Stabkirche Reinli (norwegisch Reinli stavkirke) ist eine norwegische Stabkirche, die etwa 30 Kilometer südöstlich von Fagernes in Valdres steht.

## Geschichte
Erstmals urkundlich erwähnt wurde sie im Jahre 1237, lässt sich aber auf die zweite Hälfte des 13. Jahrhunderts datieren. Archäologische Untersuchungen ergaben, dass sie auf einer älteren christlichen Begräbnisstätte errichtet wurde. Die Kirche ist vermutlich ein Nachfolgebau einer Kirche, die einem Brand zum Opfer gefallen ist.
Im Mittelalter wurde die Kirche mit einer Apsis und einem Laubengang erweitert. Im 17. und 18. Jahrhundert wurde die Kirche mehrmals umgebaut. Restaurierungsarbeiten von 1880 und 1970 erzeugten die heutige Form, trotzdem ist der größte Teil der mittelalterlichen Bausubstanz erhalten geblieben.

## Architektur
Die Kirche ist doppelt so lang wie breit und hat vermutlich seit ihrer Entstehung einen kleinen Dachreiter. Das Dach ist im Gegensatz zu anderen Stabkirchen mit querverlaufenden Teilen gebaut worden und es wurde später eine Decke eingezogen. Die Kirche hat ein West- und ein Südportal, die aus Halbsäulen mit Pilaster bestehen. Das Türblatt des Westportal hat Eisenbeschläge aus dem Mittelalter.